# John Ross (esploratore)
John Ross (Stranraer, 24 giugno 1777 – Londra, 30 agosto 1856) è stato un esploratore scozzese.
Quarto figlio di Andrew Ross di Balsarroch, reverendo di Inch nel Wigtownshire, e di Elizabeth Corsane, figlia di Robert Corsane, Provost di Dumfries. Nel 1786, a soli 9 anni, entrò nella Royal Navy. Le sue prime esperienze in marina sono nel Mar Mediterraneo, apprende la navigazione in alto mare nella marina mercantile prima di rientrare nella marina militare per le guerre napoleoniche. Nel 1812 venne nominato comandante.
Nel 1817, finite le guerre napoleoniche, l'interesse dell'Ammiragliato britannico, e in particolare di John Barrow, secondo in comando, si rivolse nuovamente verso la ricerca del passaggio a nord-ovest. Barrow, in collaborazione con Joseph Banks, presidente della Royal Society, preparò i piani per due spedizioni artiche, una destinata a nord e guidata da David Buchan e l'altra navale diretta verso lo stretto di Davis, per quest'ultima l'ammiragliato contattò Ross che, dopo trent'anni di carriera in marina, era prossimo al pensionamento.

## 1818: prima spedizione artica
Nel 1818 venne assegnato a Ross il comando della spedizione navale, gli obiettivi della missione erano l'attraversamento dello stretto di Davis, la ricerca nella Baia di Baffin di un modo per circumnavigare l'estremo nordest dell'America per dirigersi verso lo stretto di Bering, durante la navigazione avrebbero dovuto prendere nota di correnti, maree, dello stato dei ghiacci, condurre esperimenti sul magnetismo e raccogliere reperti legati alle scienze naturali. Nell'aprile dello stesso anno le navi Isabella, una ex-baleniera e la più piccola Alexander con al comando il tenente William Edward Parry salparono da Londra.
Raggiunsero la baia di Baffin nell'agosto del 1818 scoprendo le imboccature orientali dello stretto di Jones (Jones Sound) e dello stretto di Lancaster (Lancaster Sound) e percorsero quest'ultimo tratto di mare fino all'imbocco del Prince Regent Inlet. La presenza, fra i membri dell'equipaggio di John Sacheuse, un Inuk della Groenlandia meridionale che aveva imparato l'inglese, permise ampi contatti con la popolazione Inuit sulla costa occidentale della Groenlandia. Dell'equipaggio facevano parte anche James Clark Ross, nipote di John e il capitano Edward Sabine. Durante la navigazione nello stretto di Lancaster Ross si convinse che lo stretto fosse chiuso da una catena montuosa che chiamò Croker Mountains in onore del primo segretario dell'Ammiragliato John Wilson Croker, nonostante il parere contrario di Perry e Sabine, decise di non proseguire la navigazione nello stretto.
Al rientro in patria Ross pubblicò il suo resoconto sul viaggio, la decisione di non proseguire l'esplorazione e l'esistenza stessa della catena montuosa furono al centro di un aspro dibattito fra Ross, i suoi subordinati e Barrow, la polemica si riaccese quando Sabine pubblicò a sua volta un resoconto di viaggio fortemente critico nei confronti della conduzione della spedizione. Ross venne promosso capitano ma non gli venne assegnata alcuna nave, si ritirò quindi a North West Castle, la residenza che stava costruendo nei pressi di Stranraer. Durante il periodo di ritiro si appassionò alla navigazione a vapore, scrisse e pubblicò un trattato A Treatise on Navigation by Steam dedicato alla navigazione a vapore in ambito militare e mercantile.

## La spedizione del 1829
Ross tentò di convincere l'Ammiragliato a inviare nell'artico una spedizione con un battello a vapore, Barrow, ancora al comando, rifiutò la richiesta. Contattò quindi un facoltoso conoscente, Felix Booth, titolare di una distilleria di gin che inizialmente rifiutò di finanziare l'impresa ma poi, dopo l'abolizione del Board of longitude e dei premi correlati, accettò di sponsorizzare la spedizione.
La Victory, una piccola imbarcazione a vapore, venne attrezzata con strumentazioni scientifiche e rifornimenti per mille giorni, tra i volontari che risposero all'appello di Ross vi furono George Back che venne scartato perché gli ufficiali erano già stati nominati e Henry Parkyns Hoppner, secondo in comando di Perry sulla Alexander anch'esso scartato. La Victory, comandata da John con il nipote James Clark Ross come vice, lasciò Londra il 23 maggio 1829.
Il 6 di agosto la Victory entrò nello stretto di Lancaster, si diresse verso sud nel Prince Regent Inlet, fece una sosta a Fury Beach, caricò le scorte abbandonate nella Fury (l'imbarcazione della spedizione del 1825 di Perry), proseguì verso sud e in settembre dovette fermarsi per l'avanzare dei ghiacci, la sosta invernale venne fatta a in una baia da loro chiamata Felix Harbour in onore del finanziatore dell'impresa.
La nave rimase imprigionata dai ghiacci per tre anni, in questo periodo esplorarono a piedi parte della terra di re Guglielmo con l'aiuto di un gruppo di Inuit che si erano accampati nei pressi dell'imbarcazione, James Clark Ross localizzò il polo nord magnetico sulla costa occidentale della Boothia. Nella primavera del 1832 Ross decise di abbandonare la Victory e diresse l'equipaggio verso Fury beach, costruirono un rifugio, ripararono le scialuppe della Fury e si diressero verso la Baia di Baffin alla ricerca delle flotte di baleniere, l'impresa non riuscì a causa dei ghiacci che bloccavano lo stretto di Lancaster trascorsero quindi il quarto inverno nell'artico. Nell'agosto del 1833 si aprì un corridoio di acqua e il 26 agosto avvistarono la Isabella, la baleniera della prima spedizione di Ross. Il 12 ottobre fecero rientro a Londra dove vennero accolti in maniera trionfale, nel 1834 Ross venne nominato cavaliere. Nei quattro anni trascorsi in condizioni estreme solo tre uomini erano morti e uno aveva perso la vista.
Anche questa spedizione diede vita ad aspre polemiche, da una parte col nipote perché John voleva prendersi tutto il merito della scoperta del polo nord magnetico, dall'altra con il produttore del motore della Victory sull'affidabilità del quale Ross si espresse negativamente. Barrow, in una pubblicazione del 1846, confermò il suo giudizio negativo sulla prima spedizione liquidando la seconda come una "speculazione privata" non finita in tragedia solo per merito dell'esperienza di James Clark Ross.

## 1850: la terza spedizione
Ross venne nominato console britannico a Stoccolma dove rimase fino al 1846, al suo rientro fu uno dei primi ad esprimere preoccupazione per il destino della spedizione di John Franklin partita nel 1845 e della quale non si avevano notizie. Nel febbraio del 1847 si offrì per dirigere una spedizione di ricerca ma l'Ammiragliato considerava l'iniziativa prematura, quando l'anno successivo si decise di andare alla ricerca di Franklin John Ross venne considerato troppo anziano e il comando venne affidato a James Clark Ross.
Due anni dopo Ross prese il comando di una spedizione di ricerca finanziata dalla Hudson Bay Company e a 72 anni, a bordo della Felix, iniziò il suo terzo viaggio nell'Artide. L'imbarcazione era male equipaggiata e dovette ricorrere ai rifornimenti di altre imbarcazioni. Ross tornò in Inghilterra nel 1851, venne promosso contrammiraglio e pensionato, trascorse gli ultimi anni in salute cagionevole tra Stranraer e Londra, morì a Londra nel 1856 venne sepolto al Kensal Green Cemetery.

## Pubblicazioni
- 1819 - A voyage of discovery, made under the orders of the Admiralty, in His Majesty's ships Isabella and Alexander, for the purpose of exploring Baffin's Bay, and inquiring into the probability of a north-west passage Londra: J. Murray. OCLC 4559652
- 1828 - A Treatise on Navigation by Steam: Comprising a History of the Steam Engine Londra: Longman, Rees, Orme, Brown, and Green  OCLC 65266621
- 1835 - Narrative of a second voyage in search of a north-west passage, and of a residence in the Arctic regions during the years 1829, 1830, 1831, 1832, 1833 (insieme a James Clark Ross) Londra: A.W. Webster. OCLC 1113450